# Esbern Snare
Esbern Asserson Snare (* 1127 in Fjenneslev; † 1204 in Sæbygård) war ein dänischer Adeliger und Heerführer.

## Leben
Er war der Sohn von Asser Rig aus dem Geschlecht der Hvide und Bruder des Erzbischofs Absalon von Lund. Mit diesem war er auch Berater des Dänenkönigs Waldemar I. Er beteiligte sich an der Schlacht auf der Grathe Hede (bei Silkeborg), bei der Sven, ein Konkurrent um den Thron Dänemarks, getötet wurde.
1170 gründete er die Kalundborg, aus der später die gleichnamige Hafenstadt entstand.
Esbern war in erster Ehe mit Ulmfrid, die um 1175 im Kloster Sorø beigesetzt wurde, verheiratet, mit der er mehrere Kinder hatte, darunter Ingeborg Esbernsdatter, die Peder Strangesen († 1241) heiratete, der zusammen mit ihrem Cousin Jakob Sunesen zu den einflussreichsten Beratern von Valdemar II. zählte, und nach seinem Tod die Kalundborg bis 1262 gegen ihre politischen Gegner hielt. In zweiter Ehe heiratete Esbern Helena Guttormsdatter, der Tochter des schwedischen Jarls Guttorm. Seine sehr viel jüngere Witwe wurde nach seinem Tod 1204 die Geliebte des etwa gleichaltrigen Valdemar II. Sejr und Mutter dessen unehelichen Sohnes Knud Valdemarsen (1205–1260), der sich später gegen seinen regierenden Halbbruder Erik IV. Plovpenning auf die Seite von dessen Brüdern Abel und Christoffer stellte.

## Nachleben
Nach Esbern Snare sind die dänischen Kriegsschiffe Esbern Snarre und Esbern Snare benannt.